# Sukhmail Mathon
Sukhmail Mathon (nacido el 1 de mayo de 1998 en Queens, Nueva York) es un jugador de baloncesto estadounidense que actualmente forma parte de la plantilla del Basketball Nymburk de la NBL checa. Con 2,08 metros, su posición es la de pívot.

## Trayectoria deportiva

### Universidad
Nacido en Queens, Nueva York, es un pívot formado en Holderness School situado en Holderness (Nueva Hampshire) hasta 2017, fecha en la que ingresó en la Universidad de Boston, institución académica ubicada en Boston, Massachusetts, donde jugaría durante cinco temporadas la NCAA con los Boston Terriers, desde 2017 a 2022. En su última temporada fue elegido Jugador del Año de la Patriot League.

#### Estadísticas
| Año     | Equipo            | PJ  | PT | MPP  | %TC  | %3P  | %TL  | RPP  | APP | ROB | TPP | PPP  |
| ------- | ----------------- | --- | -- | ---- | ---- | ---- | ---- | ---- | --- | --- | --- | ---- |
| 2017–18 | Boston University | 31  | 0  | 11.5 | .456 | 0    | .500 | 2.9  | 0.8 | .1  | .3  | 2.6  |
| 2018–19 | Boston University | 33  | 24 | 16.3 | .516 | .222 | .333 | 3.6  | .9  | .3  | .3  | 3.2  |
| 2019–20 | Boston University | 34  | 22 | 16.7 | .555 | .222 | .591 | 4.7  | .9  | .2  | .3  | 4.6  |
| 2020–21 | Boston University | 18  | 18 | 27.0 | .559 | .250 | .774 | 8.2  | 2.0 | .5  | 1.3 | 11.2 |
| 2021–22 | Boston University | 35  | 35 | 30.1 | .530 | .200 | .785 | 10.2 | 1.5 | .6  | .7  | 15.1 |
| Total   | Total             | 151 | 99 | 19.9 | .530 | .222 | .732 | 5.8  | 1.2 | .3  | .5  | 7.1  |

### Profesional
Tras no ser drafteado en 2022, el 11 de julio de 2022, firma por el Landstede Hammers de la BNXT League. Tras cinco partidos en los que promedió 11,2 puntos y 8,0 rebotes, el 23 de noviembre dejó el equipo para fichar por el Nova Hut Ostrava de la NBL checa.
El 7 de julio de 2023 fichó por el Basketball Nymburk de la NBL checa.